# Байрачний Борис Іванович
Байрачний Борис Іванович (18 вересня 1935—14 вересня 2020) — хімік, відомий фахівець з механізму і кінетики анодних процесів на танталі, ніобії, титані, електросинтезу оксидних систем, які мають каталітичні, напівпровідникові та діелектричні властивості; теорії гідроелектрометалургічних процесів у промисловій екології, в електрохімічних виробництвах. Доктор технічних наук, професор, академік Академії наук вищої школи України.

## Біографія
Народився в селі Заміське Валківського району Харківської області. Після закінчення Валківської середньої школи в 1954 році вступив до Харківського політехнічного інституту. Інститут закінчив з відзнакою в 1959 році за фахом «інженер-технолог» по спеціальності «Технологія електрохімічних виробництв».

## Наукова діяльність
Після закінчення інституту з 1959 по 1961 рр. працював на кафедрі «Технології електрохімічних виробництв» ХПІ інженером. Під керівництвом доц. Андрющенка Ф. К. проводив наукові дослідження з електрохімічних процесів на титанових сплавах. Було розроблено водневий електрод на основі гідриду титану із стабільним потенціалом, який використовувався як електрод порівняння. З 1961 по 1965 роки Б. І. Байрачний працював у Фізико-технічному інституті АН України. В цей період для потреб атомної промисловості були розроблені технологічні процеси осадження металів на нержавіючу сталь та титан. Процес нікелювання нержавіючої сталі був впроваджений в атомній, авіаційній та машинобудівній галузях промисловості із значним економічним ефектом.
З 1965 по 2020 Б. І. Байрачний працював в Харківському політехнічному інституті на посадах: асистента та старшого викладача 1965—1970 рр.; доцента 1970—1983 рр.; завідуючого кафедрою технічної електрохімії, професора з 1983 року по 2013 рр.
З 1963 по 1967 рр. навчався в заочній аспірантурі ХПІ. В 1968 році захистив кандидатську дисертацію. З 1969 по 1973 рік — заступник декана факультету «Технології неорганічних речовин» та відповідальний секретар приймальної комісії ХПІ.
У 1965—1980 роках наукова робота доц. Байрачного Б. І. була пов'язана з удосконаленням хімічних джерел струму марганцево-цинкової, срібноцинкової та срібно-кадмієвої систем. Були розроблені процеси електросинтезу MnO2 та удосконалені питомі електричні характеристики срібно-цинкових та срібнокадмієвих елементів та акумуляторів.
З 1980 по 1995 рр. наукова діяльність проф. Байрачного Б. І. присвячена дослідженню анодних процесів на вентильних металах (титані, ніобії, танталі та алюмінії). В складі кафедри технології електрохімічних виробництв, яка була реорганізована в кафедру технічної електрохімії, була організована галузева лабораторія Міністерства електронної промисловості. В цей час колективом лабораторії під керівництвом доц. Байрачного Б. І. були виконані важливі дослідження, присвячені удосконаленню електрохімічних процесів виробництва оксиднонапівпровідникових танталових, ніобієвих, алюмінієвих конденсаторів для електронної та приладобудівної галузі промисловості. Більшість цих науково-технічних розробок впроваджено на підприємствах, які виготовляли оксидно-напівпровідникові конденсатори.
Педагогічна діяльність доц. Байрачного Б. І. в цей період була присвячена розробці навчальних планів з технічної електрохімії, в яких широке використання мали досягнення фізико-хімічної та електрохімічної науки. Під керівництвом та за участю проф. Байрачного Б. І. в 1982—1990 рр. підготовлена через докторантуру та аспірантуру докторська та 12 кандидатських дисертацій. В цей період колектив кафедри, яку очолив в 1983 році доц. Байрачний Б. І., в своєму складі мала 3 докт. техн. наук, професорів, 15 кандидатів наук. На кафедрі успішно функціонувала галузева лабораторія та наукова бюджетна група. Об'єм наукових досліджень в 1983—1985 роках складав майже 500 тис. крб. Кафедра була однією з ведучих, як в університеті, так і в державному масштабі.
В 1985 році Б. І. Байрачний успішно захистив докторську дисертацію, а з 1986 року — професор кафедри технічної електрохімії. З 1985 по 1990 рр. працював деканом факультету «Технології неорганічних речовин». В 1993 році проф. Байрачного Б. І. обрано до складу академії наук Вищої школи України, де в 2008 році йому присуджено нагороду Ярослава Мудрого за визначний здобуток в галузі науки і техніки. Наукова школа кафедри технічної електрохімії, яку очолював проф. Байрачний Б. І., присвячена дослідженню кінетики електродних реакцій електросинтезу та властивостей металоксидних сполук; розробці та впровадженню електрохімічних процесів в хімічних джерелах струму, гальванотехніці, гідроелектрометалургії, електрохімічному каталізі та екологічній безпеці.
У 1990—2010 роках проф. Байрачний Б. І. разом з науково-педагогічними працівниками та аспірантами кафедри виконували дослідження, пов'язані з розробкою процесів та електролітів електросинтезу каталітичних матеріалів нейтралізації шкідливих газових викидів в атмосферу, удосконалення хімічних джерел струму, афінажу золота, срібла, паладію та платини з вторинної сировини, вилучення металів з відпрацьованих електролітів гальванохімічних виробництв.
Виконувалися міжнародні проекти з Індією, Польщею та республікою В'єтнам.
Проф. Байрачний Б. І. велику увагу приділяв розвитку наукової діяльності студентів. У 2008 та 2009 роках під його керівництвом студенти отримали національні дипломи з наукової діяльності по хімічній технології та екології.
Починаючи з 1990 року Борис Іванович Байрачний працював у наукових радах МОН та НАН України, а в 1993 році став академіком АН Вищої школи України. З 2000 по 2006 рр. був членом експертної ради ВАК України.
Б. І. Байрачний — співавтор п’яти підручників і навчальних посібників, має більше 300 наукових робіт, з них 52 авторських свідоцтва і патенти України. За свою діяльність він підготував двох докторів і двадцять сім кандидатів наук. Під його керівництвом виконано понад двісті дипломних робіт наукової спрямованості. Крім того, він працював у редколегії журналів «Гальванотехніка і обробка поверхні» та Віснику НТУ «ХПІ», мав творчі зв’язки з вченими Індії, Чехії, Франції.

## Нагороди та відзнаки
- Голова секції «Електрохімія» хімічного товариства ім. Д. Менделєєва у Харківській області[4]
- 3 Почесні грамоти Міністерства освіти і науки України
- Стипендіат Харківської обласної державної адміністрації
- Стипендія Президента України (2007)[5], (2009)[6], (2013)[7]
- Нагорода Ярослава Мудрого за визначний здобуток в галузі науки і техніки (2008)